# Ignacio Ferrer y Carrió
Ignacio Ferrer y Carrió (Barcelona, 1848-Barcelona, 1903) fue un pedagogo, filólogo, publicista y escritor español.

## Biografía
Nacido el 26 de diciembre de 1848 en Barcelona, se licenció en la Facultad de Filosofía y Letras. Se dedicó a la filología, con diversos estudios sobre el catalán y el latín. Fue profesor normal y director de una de las escuelas municipales de Barcelona, además de profesor auxiliar en las cátedras de Geografía e Historia de la Universidad de Barcelona y profesor libre de griego y de ortografía catalana en el Instituto de segunda enseñanza. Colaboró en varios periódicos y obtuvo premios en distintos certámenes. Falleció en Barcelona el 27 de noviembre de 1903.

## Obras
- «El indicador de la lectura». Barcelona, imprenta Suc. Ramírez y C.ª En 16.º 51 págs.[1]
- Gramática histórica de las lenguas castellana y catalana—Barcelona, imp. C. Verdaguer. En 8.° X-172 págs.[1]
- «L‘estudiant». Cuadro novelesco, 1883.[1]
- «Concepto, origen y naturaleza del lenguaje». Apuntes lingüísticos.—Barcelona, imp. Inglada y Pujadas, 1879. En 16.° 32 págs.[1]
- Gramática catalana. Estudios sobre la misma.—Barcelona, imp. «La Renaixensa», 1874, En 16.°. 88 págs.[1]
- Ortografía de la lengua catalana.—Barcelona, imp. Gómez é Inglada, 1879. En 16.°, 30 págs.[1]